# Špionka z Bastily
Špionka z Bastily (anglicky  The Bastille spy) je historický román anglické spisovatelky Catherin S. Quinnové. Román líčí prostředí francouzské revoluce a jeho hlavní postavou je špionka Attika Morganová. Román je inspirovaný skutečnými událostmi.

## Okolnosti vydání
Catherine S. Quinnová při psaní zužitkovala rozsáhlé novinářské zkušenosti (píše do řady časopisů i novin, například The Times, The Guardian a The Mirror), ale také historický výzkum – Britská rada pro umění („British Art Council“) podpořila její bádání v oboru historie (v rámci doktorského studia) prestižním grantem. V době vydání Špionky z Bastily byla Quinnová již zavedenou autorkou, za sebou měla především bestsellerovou řadu Lovec zločinců (The Thief Taker), se kterou sklidila velký úspěch a kladné ohlasy.

## Děj
Příběh špionka z Bastily vypráví o Attice Morganové, dceři britského Lorda Morgana a africké princezny. Část svého dětství prožila Attika spolu s matkou otroctví a po její smrti byla jako malá holčička odvezena do Anglie za svým otcem Lordem Morganem. Byla tedy napůl uznanou dcerou vychovávanou v přepychu. Nebyla však nikdy zcela přijata konzervativní britskou společností, ale její inteligence a schopnosti začala využívat britská tajná organizace takzvaná Zapečetěné smyčka. Jedním z vůdců britské tajné služby byl Attičin strýc Lord Pole. Dostalo se jí tedy speciálního výcviku a plnila tajné mise.
Kniha začíná misí v Rusku, Attika má za úkol osvobodit francouzského šlechtice, který se dostal do ruského otroctví. To se jí podaří a vysvobodí také několik dalších kurdských otroků. Lord Pole by ale už rád Attiku provdal, aby skrze její sňatek mohl čerpat informace; dívce se již jednou jeho plány na manželství podařilo překazit. Po návratu z Ruska, se opět setkává s „hlavou“ Zapečetěné smyčky, bývalým námořním admirálem Athertheonem. Mají pro sebe slabost. Athertheon Attice sdělí, že svým jednáním, kdy v Rusku osvobodila otroky, si popudila nemálo lidí v organizaci. Navíc dala Lordu Poleovi příležitost k hledání výhodného sňatku. Také jí řekne o ukradeném královnině náhrdelníku, který Angličané našli a který by mohl hrát významnou roli v nynější situaci ve Francii. Dozvídá se, že Lord Pole poslal její nic netušící sestřenici Grace, s náhrdelníkem do Francie, aby ho doručila zachráněnému šlechtici. Attika je velmi pobouřena a má velké obavy o svou sestřenici.
S Athertheonovou pomocí a dokumenty se vydává do politicky nejisté Francie. Strýc se jí plavbu pokusí překazit, už na svatbě jejího otce jí naznačil, že pro ni chce výhodný sňatek, nyní ji chce provdat za snoubence její nezvěstné sestřenky Greace. Attice se podaří utéct a s pomocí kapitána Jemmyho dopluje do Paříže, kde podnikne vše pro záchranu své sestřenice a sama se dostane do situací, ve kterých i její život visí na vlásku.

## Postavy
- Attika Morganová – britská špionka, napůl afrického původu
- Lord Morgan – otec Attiky, vysoce postavený britský lord
- Lord Pole – strýc Attiky, intrikář, vysoce postavený muž v čele tajné služby Anglie
- Gaspard de Maynne – francouzský šlechtic, revolucionář
- Atherton – bývalý námořník, jeden z hlavních představitelů tajné organizace Zapečetěná smyčka
- Grace Elliotová – sestřenice Attiky
- Jeremy Avery (Jemmy) – kapitán lodi, pirát
- Oliver Janssen – bývalý mušketýr francouzského krále, nájemný vrah
- Maximilien Robespierre – francouzský právník, revolucionář
- George Danton – francouzský revolucionář, řečník
- Tereza Rolandová – manželka bohatého francouzského aristokrata
- Angelina Mazarinová – žádaná francouzská kurtizána
- Foulon – francouzský royalistický ministr financí
- Madam Caronová – rukavičkářka
- Ludvík XVI.- král Francie
- Marie Antoinetta – francouzská královna

## Vydání
- C. S. Quinn: The Bastille Spy, Corvus, Great Britain, 2019
- C.S.Quinnová: Špionka z Bastily, Česká citadela , Praha 2020 (ISBN 978-80-88382-05-8)

## Hodnocení
Britský deník The Times zařadil knihu mezi nejlepší nová díla historické fikce roku 2019. Mike Ashford z Historical Novel Society o knize napsal, že díky silným postavám a detailům je děj svižný a napínavý. Postavy jsou dobře vykresleny autorčin smysl pro historii napomáhá bohatosti děje. Sice se podle něj odklonila od její velmi úspěšné série Lovec zločinců, ale přesto tuto novu sérii velmi doporučuje.